# Attent
Attent was een landelijke supermarktketen en onderdeel van Spar Holding.
Alle vestigingen waren franchisevestigingen. In juli 2018 waren er 73 vestigingen.
Attent was een buurtgerichte supermarktketen. Het assortiment bestond per vestiging uit ongeveer 1500 tot 2000 artikelen, maar de aandacht werd ook geschonken aan vers. De winkels van Attent waren gemiddeld kleiner dan die van Spar (in Nederland).
De slogan van de keten was: Super in de buurt.

## Van Sligro naar Spar
Attent kwam in 2001 net als MeerMarkt, Golff en EMTÉ in handen van Sligro. In dat jaar werd Prisma Food Retail - waartoe Attent behoorde - door Sligro overgenomen.
Sligro en Sperwer (eerder voor 90% eigenaar van Spar) kwamen in 2007 overeen dat Sperwer de helft van zijn aandelen in Spar Holding B.V. overdroeg aan Sligro Food Group. Dit in ruil voor Meermarkt en Attent. Vervolgens verdween de formule Meermarkt geheel en werden de winkels omgebouwd naar Spar of Golff. Attent bleef vooralsnog wel bestaan en ging het huismerk van Spar verkopen. Op de gevels van de winkels werd de tekst "Lid van Spar" aangebracht. De formule is eind 2018 verdwenen. In de jaren daarvoor was al een deel van de supermarkten overgegaan naar Spar. De vestigingen die nog over waren en niet omgebouwd zijn naar Spar, gingen onder eigen naam verder, met uitzondering van Attent in Hilversum, Baarn en Naarden. Die vestigingen werden overgenomen door zorggroep Sherpa die er lokale supermarkten onder de naam Foodlovers Speciaal uitbaten (bij de opening Super Speciaal geheten).